# Méditations sur le Mystère de la Sainte Trinité
Die Méditations sur le Mystère de la Sainte Trinité (dt.: „Meditationen über das Mysterium der Heiligen Dreifaltigkeit“) sind ein neunsätziger Orgelzyklus von Olivier Messiaen, komponiert 1967–1969.

## Thematik
Nachdem Messiaen schon in früheren Orgelwerken einzelne Sätze der für die christliche Theologie zentralen Idee der Trinität gewidmet hatte, stellt er sie in den Méditations ganz in den Mittelpunkt. Er erläutert in den Kommentartexten zu den neun Sätzen seine Gedanken dazu und nennt dort Textpassagen aus der Bibel und aus der Liturgie, die einzelne Aspekte des Themas vertiefen. Zentrale Bedeutung gibt Messiaen bestimmten Passagen aus der Summa Theologiae des Thomas von Aquin, die nicht nur als Begleittext, sondern sogar in der Musik selbst mittels einer dazu erfundenen Chiffrierung der Sprache (langage communicable, s. u.) zitiert werden. Weitere Assoziationen zu Bibelstellen entstehen durch musikalische Zitate von gregorianischen Melodien aus der Liturgie der Feste Erscheinung des Herrn, Allerheiligen und Kirchweih.
In der veröffentlichten Notenausgabe tragen die einzelnen Sätze, anders als in den übrigen Orgelzyklen Messiaens, keine Titel, sondern nur Nummern. Erst später fügte Messiaen Titel hinzu. Sie lauten:  
1. Le Père inengendré (Der ungeborene Vater)
2. La sainteté de Jésus-Christ (Die Heiligkeit Jesu Christi)
3. La relation réelle en Dieu est réellement identique à l'essence (Das wirkliche Verhältnis [zwischen den Personen] in Gott ist wirklich identisch mit [Gottes] Wesen)
4. Je Suis, Je Suis ! (Ich bin! Ich bin!)
5. Dieu est Immense, Èternel, Immuable – Le Souffle de l'Esprit – Dieu est Amour (Gott ist gewaltig, ewig, unbeweglich – Der Hauch des Geistes – Gott ist Liebe)
6. Le Fils, Verbe et Lumière (Der Sohn, das Wort und das Licht)
7. Le Père et le Fils aiment par le Saint-Esprit eux-mêmes et nous (Der Vater und der Sohn lieben einander und uns durch den Heiligen Geist)
8. Dieu est simple (Gott ist einzig und unteilbar)
9. Je suis Celui qui suis (Ich bin der „Ich-bin-da“)

## Entstehung
Am 23. November 1967 wurde die Orgel in der Kirche La Trinité, wo Messiaen als Organist tätig war, nach ihrer Elektrifizierung und Erweiterung wieder eingeweiht. Zu diesem Anlass improvisierte Messiaen in einem festlichen Gottesdienst über das Thema der Dreifaltigkeit. Aus diesen Improvisationen entwickelte er in der Folge den umfangreichen auskomponierten Zyklus. Die Méditations wurden 1969 vollendet und erschienen 1973 im Druck. 
Messiaen selbst spielte die Uraufführung 1972 in der Basilica of the National Shrine of the Immaculate Conception in Washington und nahm das Werk an „seiner“ Orgel der Trinité auf Schallplatte auf. Almut Rößler spielte 1972 in Düsseldorf die deutsche und zugleich europäische Erstaufführung, sowie 1973 die französische Erstaufführung in der Trinité-Kirche.
Die neurenovierte Orgel der Trinité wird in den Méditations insofern gewürdigt, als hier Messiaen nicht nur allgemein auf den französisch-symphonischen Orgeltyp zugeschnittene Registrieranweisungen gibt, sondern bis in die kleinsten Details ausgearbeitete Registrierungen für diese konkrete Orgel mitteilt. Das betrifft nicht nur die Auswahl der Register, sondern auch ihre Organisation mit Hilfe der sechs freien Kombinationen und des 12-stufigen Registerschwellers, die zur Verfügung standen. Die Programmierung der zwölf Stufen dieses Registercrescendos lässt sich heute nicht mehr lückenlos rekonstruieren.

## Stilistik

### Einordnung im Gesamtwerk
Wie bei allen Kompositionen Messiaens gibt es eine Vielzahl heterogener Elemente: gregorianische Melodien, Vogelrufe, Hindu-Rhythmen, selbst definierte Skalen und Akkorde, vielfältige Techniken der Variation und Permutation. Da Messiaen zeitlebens immer weitere Kompositionstechniken entwickelte, ohne die früheren aufzugeben, verbinden später entstandene Werke wie die Méditations die modalen und harmonischen Techniken des klangsinnlichen früheren Stils (im Bereich der Orgelmusik z. B. der Nativité du Seigneur) mit den seriellen Techniken der „asketischen“ Werke der 1950er Jahre (Messe de la Pentecôte, Livre d'Orgue) und ihren erweiterten rhythmischen Möglichkeiten. 
Zu den Neuerungen in den Méditations gehört, dass gregorianische Melodien hier zum ersten Mal nicht in den Intervallen verfremdet, sondern in ihrer originalen Gestalt zitiert werden. Die fortschreitende Kenntnis Messiaens von Vögeln in aller Welt schlägt sich darin nieder, dass die Vogelrufe aus einem immer größeren Repertoire stammen und z. T. mehrstimmig werden.

### Langage communicable
Messiaen benutzt in diesem Werk als völlig neue Technik zum ersten Mal eine musikalische Codierung von Buchstaben, Wörtern und ganzen Sätzen. Er nennt sie langage communicable und erläutert sie ausführlich im Vorwort. Dazu ist zunächst jedem Buchstaben des Alphabets eine bestimmte Tonhöhe, eine bestimmte Oktavlage und ein bestimmter Notenwert zugeordnet. Die Tonhöhen für die Buchstaben A bis H entsprechen den deutschen Tonnamen, die der übrigen Buchstaben sind frei erfunden, wobei Messiaen Bezüge innerhalb von ähnlich lautenden Buchstabengruppen schafft und z. B. den Zischlauten S und Z oder auch den Lingualen L und N jeweils die gleiche Tonhöhe in verschiedener Oktavlage zuweist. Zusätzlich zu den Buchstaben definiert Messiaen bestimmte Tongruppen, die einem Wort vorangestellt werden können, als Kennzeichnung dessen grammatikalischen Falls, und Tongruppen für die zentralen Begriffe „sein“ und „haben“. Hinzu treten festgelegte musikalische Themen für einige zentrale Wörter. Für „Gott“ gibt es, um Ewigkeit und Unendlichkeit auszudrücken, ein Thema gleich in zwei Gestalten, einer Grundform und ihrer Umkehrung, daneben eigene Themen für die trinitarischen Personen „Vater“, „Sohn“, „Geist“, sowie eines für „Liebe“ bzw. „lieben“.  
Diese „Sprache“ benutzt Messiaen, um Passagen von Thomas von Aquin in musikalischer Form wörtlich zu zitieren. Dabei werden die den Inhalt transportierenden Wörter in der langage communicable chiffriert, aber Artikel, Pronomen, Präpositionen und dergleichen ausgelassen, um zu große Längen zu vermeiden. Die langage ergibt einstimmige Melodiepassagen mit großen Sprüngen durch alle Oktavlagen, die Messiaen mit anderen musikalischen Elementen begleitet bzw. kontrapunktiert.
Gelegentlich hat Messiaen die langage communicable in weiteren, später komponierten Werken verwendet, so z. B. im Orchesterwerk Des Canyons aux étoiles... und in seinem letzten Orgelzyklus Livre du Saint Sacrement.

### Zyklische Form
Die Form der Stücke ist durch Reihung und freie, additive Aufeinanderfolge der einzelnen Elemente und ihrer Variationen gekennzeichnet. Dabei sind die neun Sätze durch die gemeinsame Verwendung wiederkehrender Leitmotive zyklisch miteinander verbunden. Die musikalischen Themen für Gott, Liebe usw. treten nicht nur innerhalb der verschlüsselten Thomas-Zitate auf, sondern werden auch einzeln in diesem Sinn verwendet. Besonders auffällig ist der gleichlautende Schluss von vier Sätzen mit dem musikalisch stilisierten Ruf der Goldammer, der bis auf die ursprüngliche Improvisation der Meditationen zurückgeht.
Zu der Anordnung der neun Sätze hat Almut Rößler bemerkt, dass die ungeradzahligen Sätze abstrakter und konstruktiver, die geradzahligen Sätze stärker durch Vogelrufe, gregorianische Zitate und tonale Akzente geprägt sind. Zu dieser Beobachtung passt die Platzierung der verschlüsselten Thomas-Zitate im 1., 3. und 7. Satz, sowie der gregorianischen Zitate im 2., 6. und 8. Satz.

## Notentext und Worttexte
Messiaen hat viele seiner Werke mit begleitenden Texten versehen. Bei den Méditations ist das besonders ausgeprägt; es war Messiaen wichtig, den Spieler über die musikalischen Bestandteile und über die theologische Ideenwelt des Stücks detailliert zu informieren. Die Notenausgabe enthält neben dem eigentlichen Notentext nicht nur, wie allgemein üblich, Tempo- und Vortragsanweisungen, sondern darüber hinaus:
- ein dreiseitiges Vorwort, das Gedanken über den Sprachcharakter von Musik entwickelt und dabei besonders Richard Wagners Leitmotivtechnik würdigt, und in dem die Kompositionstechnik der langage communicable erläutert wird,
- zu jedem der neun Sätze einen vorangestellten Kommentar, der das theologische Thema, die musikalische Form und die verwendeten Elemente erläutert,
- an allen Stellen, die die langage communicable verwenden, über oder unter den Noten die jeweiligen Buchstaben oder Wörter, die sie symbolisieren, und zusätzlich noch einmal die auf diese Weise chiffrierten Zitate des Thomas von Aquin im Fließtext,
- die detaillierten Registrieranweisungen für die Orgel der Trinité,
- mottoartige Bezeichnungen einzelner Abschnitte, assoziative Zitate aus Bibel oder Messliturgie, erläuternde Hinweise bei Zitaten von Vogelstimmen und gregorianische Melodien.

## Notenausgabe
Olivier Messiaen: Méditations sur le Mystère de la Sainte Trinité pour Orgue. Alphonse Leduc, Paris 1973, Verlagsnr. 24656.

## Einspielungen für und CDs auf YouTube (Auswahl)
Livemitschnitte
- Almut Rößler, Neanderkirche Düsseldorf (Rieger-Orgel 1965): Interpretation (live)
- Aidan Hill, University of Kansas, Bales Recital Hall (Wolff-Orgel 1996): Interpretation (live)
- Jeremy Filsell, St. Peter's on Capitol Hill Washington, D.C. (Noack-Orgel 2019): Interpretation (live)

Produktionen
- Thomas Daniel Schlee, La Trinité Paris (Cavaillé-Coll-Orgel 1868–1871 ff.): Interpretation